# بولشايا غلوشيتسا
بولشايا غلوشيتسا (بالروسية: Большая Глушица) هي مدينة في مقاطعة سمارا أوبلاست في روسيا.